# Franz Büchner (Mediziner)

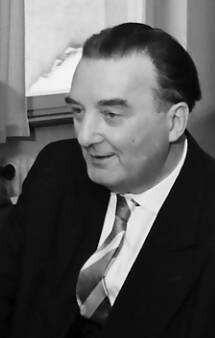
Franz Büchner (1960)

Franz Büchner (* 20. Januar 1895 in Boppard; † 9. März 1991 in Freiburg im Breisgau) war ein deutscher Pathologe und Hochschullehrer.

## Leben
Franz Büchner war der Sohn des Volksschullehrers Michael Büchner (1865–1928) und dessen Ehefrau Anna, geborene Pagés (1861–1943). Er hatte vier Geschwister. Seine Schullaufbahn beendete er am humanistischen Gymnasium in Boppard und begann 1914/15 ein Philologiestudium an der Universität Straßburg, das er bald nach dem Beginn des Ersten Weltkrieges abbrach. Ab dem Frühjahr 1915 leistete er zuletzt im Rang eines Unteroffiziers Kriegsdienst an der Westfront und erlitt im Spätsommer 1916 eine schwere Kriegsverletzung. Geprägt durch Kriegsbeschädigung und lebensrettenden Sanitätsdienst studierte er ab dem Wintersemester 1917/18 zunächst an der Universität Münster Medizin. Danach wechselte er bis zum bestandenen Physikum an die Universität Heidelberg, wo durch den Besuch von Vorlesungen bei Paul Ernst sein Interesse für Pathologie geweckt wurde. Anschließend setzte er sein Studium an der Universität Gießen fort, wo er im Januar 1921 das Studium mit dem Staatsexamen abschloss und mit einer Dissertation über die Bedingungen der Gallenabsonderung zum Dr. med. promoviert wurde. Im Oktober 1922 wurde er Assistent Ludwig Aschoffs am Pathologischen Institut der Universität Freiburg, wo er seine Facharztausbildung absolvierte und sich 1927 für Pathologie habilitierte. Der Privatdozent wirkte unter Aschoff schließlich als Oberarzt und wurde 1931 zum außerordentlichen Professor ernannt.
Zu Beginn der Zeit des Nationalsozialismus wurde Büchner 1933 als Nachfolger von Ludwig Pick Direktor des Pathologischen Instituts am Berliner Krankenhaus im Friedrichshain, das in diesem Jahr in Horst-Wessel-Krankenhaus umbenannt wurde. Ab 1934 war er zudem außerordentlicher Professor an der Berliner Universität. 1936 folgte er einem Ruf an die Universität Freiburg, wo er bis zu seiner Emeritierung 1963 auch als Direktor des Pathologischen Instituts der Medizinischen Fakultät in der Nachfolge seines Lehrers Aschoff wirkte. Hier beschäftigte er sich zunächst vor allem mit der Koronarinsuffizienz, dem Koronarinfarkt und den Wirkungen der Lungenembolie auf den Herzmuskel.
Der streng katholische Büchner gehörte nach der „Machtergreifung“ durch die Nationalsozialisten nicht der NSDAP, jedoch ab 1934 den nationalsozialistischen Organisationen Nationalsozialistischer Deutscher Ärztebund (NSDÄB), Nationalsozialistische Kriegsopferversorgung (NSKOV), Reichsbund der Deutschen Beamten (RDB), Nationalsozialistische Volkswohlfahrt (NSV) sowie ab 1937 dem Reichsbund der Kinderreichen (RdK) an. Er wurde 1938 zum Beratenden Pathologen in der Sanitätsinspektion der Luftwaffe ernannt.
Während des Zweiten Weltkrieges leitete Büchner ab Anfang Januar 1940 das dem Pathologischen Institut in Freiburg angeschlossene Institut für Luftfahrtmedizinische Pathologie des Reichsluftfahrtministeriums, wo er sich der Luftwaffenforschung widmete. Büchner bekleidete den Rang eines Oberfeldarztes (1943) und Sonderführers und galt nach Generaloberstabsarzt Oskar Schröder als der „oberste Arzt für pathologische Zweckforschung“. Darüber hinaus wurde Büchner durch seine deutliche Kritik an der nationalsozialistischen Euthanasiepraxis bekannt, die er in einem vielbeachteten öffentlichen Vortrag mit dem Titel „Der Eid des Hippokrates“ im November 1941 formulierte. Dies ist der einzige bekannte Protest eines prominenten Mediziners gegen diese Verbrechen. Trotzdem konnte Büchner seine Stellung behalten und legte auch sein Amt als Berater der Luftwaffe nicht nieder, was ihm nach dem Krieg von Kritikern vorgehalten wurde. Büchner nahm an der Tagung über Ärztliche Fragen bei Seenot und Winternot am 26. und 27. Oktober 1942 teil, wo er am 26. Oktober über die Pathologie der Unterkühlung referierte. Auf dieser Tagung wurde auch über die „Unterkühlungsversuche“ im KZ Dachau referiert, wogegen Büchner protestiert haben soll.
Nachdem sein Institut durch den Bombenangriff auf Freiburg vom November 1944 weitgehend zerstört worden war, konnte der wissenschaftliche Betrieb zunächst nur unter beengten räumlichen und finanziellen Bedingungen wieder aufgenommen werden. Trotzdem konnte Büchner in dieser Anfangszeit mit seinem Team die Bedeutung der Hypoxie für die Entstehung von Missbildungen nachweisen.
Wenige Tage nach Kriegsende traf er am 11. Mai 1945 mit dem Erzbischof Conrad Gröber  zusammen, bei dem er sich für den überkonfessionellen Aufbau neuer demokratischer Parteien aussprach. Des Weiteren betrieb er die Herausgabe der Schriftenreihe „Das christliche Deutschland 1933–1945“, die von Christen beider Konfessionen übernommen werden sollte. Beide Anliegen Büchners stießen bei Gröber auf Zustimmung. Am 17. Juli 1945 begründete er mit Constantin von Dietze die Christliche Arbeitsgemeinschaft, eine Vorläuferorganisation der Badischen Christlich-Sozialen Volkspartei (BCSV) und der CDU. Büchner war Repräsentant des katholischen Flügels dieser Organisation.
In der Nachkriegszeit widmete er sich dem Wiederaufbau des Pathologischen Instituts. Durch die französische Militäradministration als politisch unbelastet eingestuft, gehörte er 1945 dem Reinigungsausschuss der Medizinischen Fakultät an. Im Zuge des Nürnberger Ärzteprozesses gab er eidesstattliche Erklärungen für die Verteidigung von Hermann Becker-Freyseng, Gerhard Rose und Oskar Schröder ab. Büchner führte später einen Rechtsstreit gegen Alexander Mitscherlich und Fred Mielke wegen seiner Namensnennung in dem Werk Medizin ohne Menschlichkeit. Dokumente des Nürnberger Ärzteprozesses. Schließlich widmete er sich wieder intensiv der Forschungs- und Publikationstätigkeit. Er war 1958/59 Dekan der Medizinischen Fakultät. Nach seiner Emeritierung 1963 leitete er noch eine Forschungsstelle für Pathologie der Zellatmung.
In der Zeit nach 1945 wurde er hauptsächlich durch Untersuchungen zu angeborenen Fehlbildungen bei Kindern bekannt. Ab 1958 wurden auffällige Fehlbildungen bei Neugeborenen erstmals im Bundestag diskutiert. Zunächst wurden als eine mögliche Ursache die Kernwaffentests vermutet. Da es in Westdeutschland nach der nationalsozialistischen Vergangenheit, insbesondere durch die Erfahrungen im Zusammenhang mit dem Gesetz zur Verhütung erbkranken Nachwuchses, keine Meldepflichten für Fehlbildungen gab, wurde diese Hypothese bezweifelt. Büchner wollte seine teratologische Theorie beweisen, wonach ungesunde Ernährung und das Verhalten der Mütter zu Missbildungen beitrügen. Erst Ende 1961 wurde das Medikament Contergan als Auslöser für die Fehlbildungen erkannt und vom Hersteller, der Grünenthal GmbH, vom Markt genommen. Büchner war Mitglied der Kommission, die zusammen mit der Deutschen Forschungsgemeinschaft für die Untersuchung beim Contergan-Skandal eingesetzt wurde.
Büchner war 1955 mit Erich Letterer und Frédéric Roulet Gründungsherausgeber des Handbuchs der Allgemeinen Pathologie, dessen letzter Band 1977 erschien.

## Ehrungen und Mitgliedschaften
- 1952: Mitglied der Leopoldina

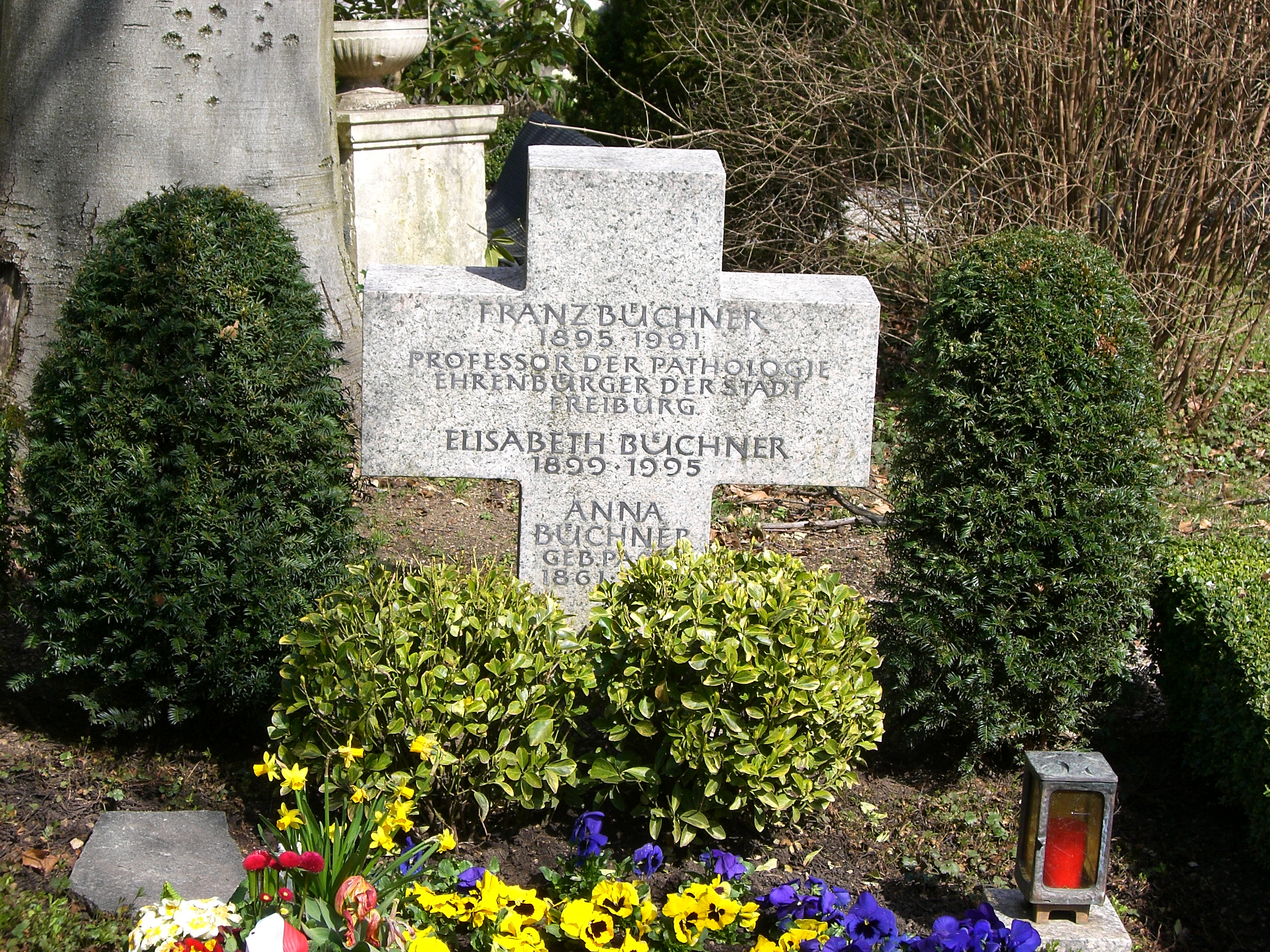
Ruhestätte von Büchner auf dem Hauptfriedhof Freiburg im Breisgau

- 1953/54: Vorsitzender der Gesellschaft Deutscher Naturforscher und Ärzte
- 1954: Ehrenmitgliedschaft der Société d'Anatomie de Paris
- 1960: Träger des großen Stadtsiegels von 1236 der Stadt Boppard[9]
- 1965: Ordentliches Mitglied der Heidelberger Akademie der Wissenschaften[10]
- 1971: Paracelsus-Medaille der deutschen Ärzteschaft
- 1975: Romano-Guardini-Preis
- 1977: Verdienstmedaille des Landes Baden-Württemberg
- 1981: Rudolf-Virchow-Medaille
- 1985: Ehrenbürgerwürde der Stadt Freiburg im Breisgau
- 1990: Großes Bundesverdienstkreuz mit Stern der Bundesrepublik Deutschland[3]

## Schriften (Auswahl)
- Der Eid des Hippokrates. Die Grundgesetze der ärztlichen Ethik. (= Das christliche Deutschland 1933 bis 1945. Vortrag der Kath. Reihe). Herder, Freiburg i. Br. 1945
- als Hrsg. mit W. Fischer: Beiträge zur pathologischen Anatomie und allgemeinen Pathologie. Jena
- als Hrsg. mit Erich Letterer und Frédéric Roulet: Handbuch der allgemeinen Pathologie. Springer, 1955 ff.
- Pläne und Fügungen. Lebenserinnerungen eines deutschen Hochschullehrers, Verl. Urban & Schwarzenberg, München/Berlin 1965